# Камчия (биосферный заповедник)
Биосферный заповедник Камчия (болг. Биосферен Резерват Камчия) — бывший биосферный заповедник ЮНЕСКО на северном побережье Болгарии и включает поймы в устье реки Камчия. Основанный в 1951 году для защиты пойменных лесов, когда-то охватывавших значительно большую территорию, защищённая территория составляет 1200 гектаров. Заповедник защищает первобытный лес от интенсивной лесозаготовки и дренажа, который почти был уничтожен до середины XX века. Расположен на 25 км к югу от города Варна и окружён сёлами Старо-Оряхово, Шкорпиловци и Близнаци.
Статус биосферного заповедника утрачен в 2017 году.

## География
Основная площадь заповедника — 842,1 гектара (с буферной зоной 230 гектара), из которых 764 являются лесными, а остальные 78,1 не являются лесными (34,5 гектара лугов, 0,4 гектара каналов, 3,3 гектара отверстий, 21,8 гектара заболоченных лесов, 9,9 гектара болот и т. д.). Заповедник протяжённостью 40 км и достигает 5 км ширины в некоторых районах. Лес «Лонгоз» в нижнем течении реки является лучшим представителям своего рода по всей Европе[стиль]. В заповеднике расположены остаточные речные леса, небольшие пресноводные болота с камышом и рогозом вдоль берега реки, пахотные земли (бывшие старо-оряховские болота), пляж с песчаными дюнами и морская бухта.

## Флора
В лесах преобладают ясень, вяз, дуб обыкновенный, клён и ольха, кусты боярышника, кизила, палиуруса и бирючины, с лианами ломоноса, сарсапареля и обвойника.

## Фауна
Область является ключевым местом для птиц, который приютит почти 200 видов, восемь из которых числятся под угрозой исчезновения и указаны в Красной книге МСОП. Участок является важным для зимовки лебедя-кликуна и является важнейшим местом размножения в Болгарии для дятлов средних и редкой полунашейниковой муховолки. Местность также является основным миграционным узлом, где 60 000 или более белых аистов пролетают над заповедником каждую осень.
В реке было зафиксировано 25 видов рыб, семь из которых перечислены в Красном списке МСОП, включая дикого карпа, карпа обыкновенного, бчка-бубыря, южную колючку.
Млекопитающие в биосферном заповеднике включают косулю европейскую, дикую свинью, куницу лесную и лису. Также есть много рептилий и амфибий, в том числе европейская болотная черепаха, водяной уж и желтопузик. Также здесь обитают 25 видов мелких млекопитающих, включая речную выдру, входящую в Европейский Красный список МСОП.

## Окружающая среда и загрязнение

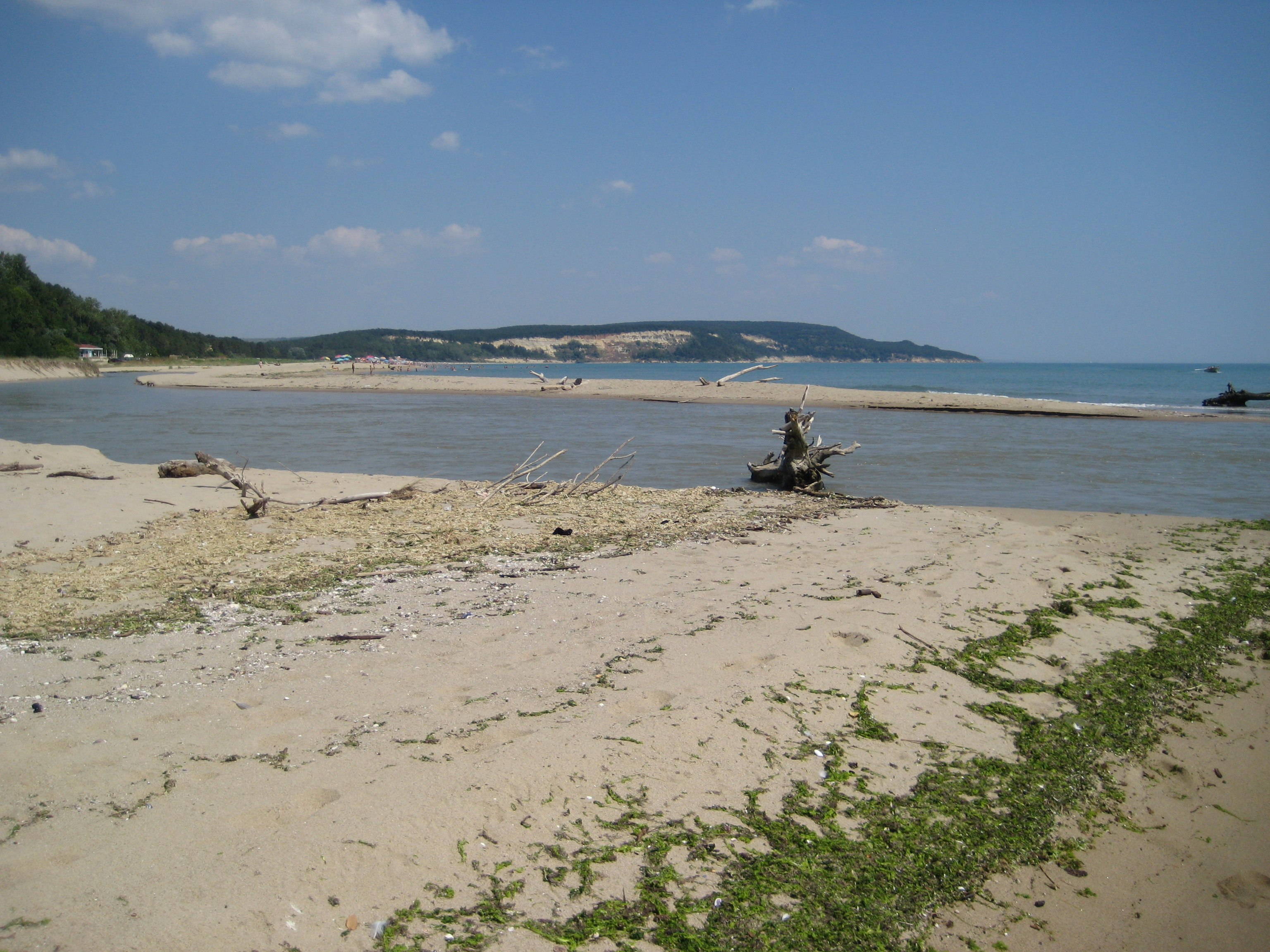
Устье реки Камчия, которое видно из заповедника. Его коса в настоящее время обращена на юг в заповедник, и большинство того, что может быть выброшено, направится к берегу заповедника

Большая часть загрязнения в заповеднике связана с нагрузкой на реку Камчия и наличием загрязняющих веществ, но мусор от туристов когда-то был главной проблемой для местных властей. Главным образом из-за моста, позволявшего людям посещать заповедник. Позже он был уничтожен, а мусор стал меньшей проблемой, однако, поскольку до сих пор можно пересечь устье реки на пляж заповедника, проблема не полностью решена. На берег регулярно вымывается мусор и промышленные загрязнители, большинство из которых прибывают из порта Варны или соседнего курорта Камчия, разделяющего ту же линию пляжа.